# Josep Cano Coloma
Josep Cano Coloma fou un advocat i polític valencià, directiu del València CF i alcalde de la ciutat de València durant la Segona República i la Guerra Civil Espanyola (des de març de 1936 fins a febrer de 1937). Fou diputat a les eleccions generals espanyoles de 1931. També fou directiu del València CF.
Cano Coloma fou elegit com a diputat en les eleccions constituents de 1931 pel Partit Republicà Radical Socialista (PRRS) a la segona volta de les eleccions a l'octubre. Prèviament, el mateix any havia estat elegit regidor de l'Ajuntament de València i també havia sigut lletrat assessor dels ajuntaments d'Albal i El Puig. Va passar a militar a Izquierda Republicana quan el seu partit, el PRRS s'integrà en el primer l'any 1934. Dos dies després d'esclatar la Guerra Civil Espanyola, va posar per damunt del partidisme el seu servei, i en adonar-se que estaven assaltant i cremant els temples de la ciutat, envià la Guàrdia Civil i a la brigada de Bombers per a tractar d'evitar-ho. Amb l'ajuda de les forces d'ordre públic, va poder recuperar les restes cremades de la imatge de la Mare de Déu dels Desemparats i la dugué a l'Ajuntament, emparedant-la en els murs d'un passadís de l'edifici. D'aquesta manera, n'evità la destrucció i feu possible que es restaurara després de la guerra.
L'any 1938 fou detingut a Barcelona pel Servei d'Informació Militar (SIM) inculpat d'ajuda als revoltats, però abans d'acabar-se la guerra fou posat en llibertat. A la fi del conflicte, Cano Coloma va romandre a València, on fou detingut per les forces del nou règim, així com empresonat i jutjat a un consell de guerra sota l'acusació d'auxili a la rebel·lió. Fou condemnat a vint anys i un dia de reclusió el 28 de setembre de 1939. Va complir la pena a València i posteriorment a Andalusia i finalment fugí de la presó l'any 1943 quan es trobava a Guipúscoa. Cano Coloma es traslladà clandestinament fins a València, on s'ocultà com a topo de la guerra. Durant els set anys que va romandre amagat, fou jutjat pel Tribunal Especial de Repressió de la Maçoneria i del Comunisme (TERM), i el procés restà suspés. L'any 1950, després de set anys amagat i quan el govern dictà una amnistia parcial per la qual eren alliberats de diversos procediments, entre altres el d'ell el 1939, es va lliurar voluntàriament a la policia. No obstant això, el TERM va reobrir el procediment per maçó i el condemnà a dotze anys i un dia de reclusió menor i cinc anys d'inhabilitació el 5 de maig de 1951. Mesos més tard se li va permetre complir la pena en el seu domicili, la inhabilitació es reduí parcialment i finalment fou rehabilitat com a advocat.
Josep Cano Coloma va pertànyer a la maçoneria amb el nom simbòlic de "Gayo". Des de l'octubre de 1982, Cano Coloma té un carrer dedicat a la ciutat de València, més concretament al barri d'Aiora del districte de Camins al Grau, paral·lel al carrer de la Serradora.